# Shane Long
Shane Patrick Long (* 22. Januar 1987 in Gortnahoe, County Tipperary) ist ein ehemaliger irischer Fußballspieler, der zuletzt bis Juni 2023 beim FC Reading unter Vertrag stand.

## Karriere
Seine Fußballkarriere begann er bei Tipperary St Michael’s. Im Alter von 13 Jahren wechselte er zu Cork City. 2005 unterschrieb er einen Vertrag beim englischen Erstligisten FC Reading. Nach sechs Jahren bei Reading wechselte der 1,79 m große Stürmer im August 2011 zu West Bromwich Albion.
In der Winterpause der Saison 2013/14 wechselte er zu Hull City, wo er einen Vertrag bis 2017 unterschrieb. Er wurde jedoch gleich zu Beginn der Saison 2014/15 an den FC Southampton weitertransferiert. Dort etablierte er sich schnell als Stammspieler. Im Ligaspiel gegen den FC Watford am 23. April 2019 erzielte er nach 7,69 Sekunden das neue früheste Tor der Premier-League-Geschichte.
Am 13. Juli 2022 kehrte Shane Long nach elf Jahren zum FC Reading zurück und unterschrieb einen Einjahresvertrag beim Zweitligisten. Nach Ende des Vertrags beendete er im Sommer 2023 seine Profikarriere.

## Länderspiele
Nach Berufungen in die irische U21 und die B-Elf bestritt Long sein erstes Länderspiel im Trikot der irischen A-Nationalmannschaft am 7. Februar 2007 in der Qualifikation zur EM 2008 gegen San Marino.
Bei der Fußball-Europameisterschaft 2016 in Frankreich wurde er in das Aufgebot Irlands aufgenommen. In allen vier Partien im Turnier gehörte er zur ersten Elf. Nach Erreichen des Achtelfinals schied das Team gegen den Gastgeber aus.